# 蓮花寺 (徳島市)

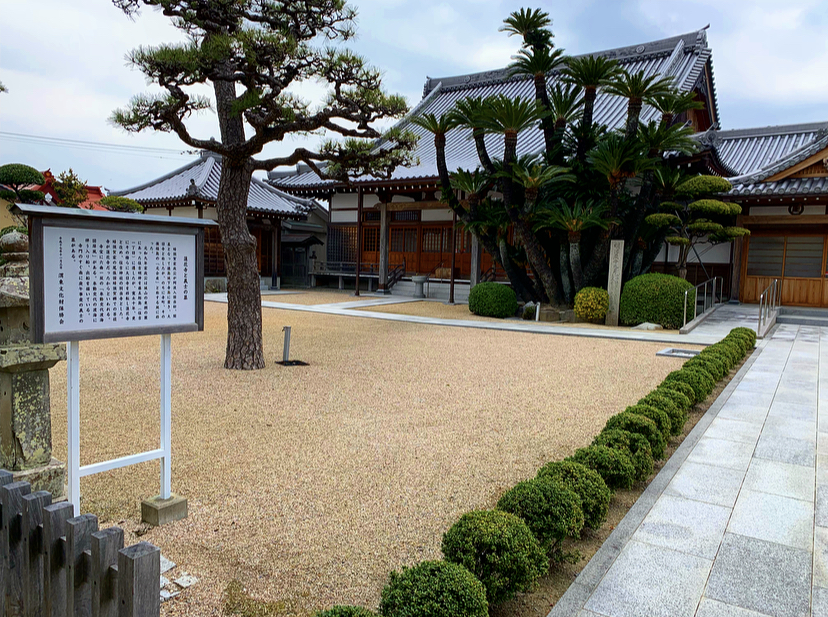
境内

蓮華寺（れんげじ）は、徳島県徳島市住吉に位置する真言宗大覚寺派の寺院である。山号は大悲山。本尊は地蔵菩薩像。
徳島二十四ヶ所地蔵霊場21番札所。また日本の法制史上最後の切腹が行われた場所として知られる。

## 歴史
蜂須賀家政が阿波国へ入国した当初は家政が開基となって徳島城下寺島に置かれ、大日寺と称した。後に寺町と福島に移る。開山は宥仙。
1623年（元和9年）、家政は徳島城内の住吉明神を藤五郎島（現在の住吉一丁目）に遷し、1633年（寛永10年）に大日寺を移転し、蓮花寺と改めた。帰依する聖徳太子像を安置させ、住吉明神の別当寺とした。寺の名前は、尾張国蜂須賀郷（現在の愛知県あま市蜂須賀）にある菩提所・蓮華寺から取ったものとされる。
1869年（明治2年）、版籍奉還後に徳島藩で発生した御家騒動である庚午事変の首謀者が1870年（明治3年）に当寺で切腹をした。現在では日本の法制史上最後の切腹が行われた場所として知られる。当寺で切腹したのは小川錦司、三木寿三郎、瀧直太郎、藤岡次郎太夫の4名で、境内には藤岡と三木の墓所が残る。

## 文化財
徳島市指定文化財
- 徳島藩参勤交代渡海図屏風

## 墓所
- 藤岡次郎太夫 - 徳島藩士
- 三木寿三郎 - 徳島藩士

## 交通
- JR「徳島駅」より車で約20分。
- 徳島南部自動車道「徳島沖洲インターチェンジ」より車で約10分。